# Empresa Nacional Bazán
La Empresa Nacional Bazán de Construcciones Navales Militares S.A. è stata una società statale spagnola creata nel 1947 che ha operato nel settore delle costruzioni navali militari. L'impresa aveva i suoi stabilimenti a El Ferrol, Cartagena e San Fernando. Tra le realizzazioni più importanti per la Armada Española la portaerei Príncipe de Asturias completata nel 1988.
Nel 2000 in seguito alla fusione con Astilleros Españoles (AESA) entrò a far parte della IZAR.

## Clientela
Oltre che per la propria marina nazionale, tra i clienti principali figurano, in Europa, la marina portoghese con le classi João Coutinho e Baptista de Andrade.
Fuori Europa, in tempi moderni, ci sono la marina marocchina con le classi Lazaga, El Khattabi, João Coutinho e Descubierta e la marina egiziana con le classi João Coutinho e Descubierta.